# Битва під Яворовом
Битва під Яворовом — вересневі бої 1939 року військових з'єднань Німецької армії та польських підрозділів армії «Карпати», що прориваються до Львова.

## Концентрація
13 вересня 1939 року призначений командувачем Південного фронту генерал Казімеж Соснковський у Перемишлі взяв на себе безпосереднє керівництво дивізіями «Малопольської» армії .
Для зв'язку з оборонними підрозділами Львова, заблокованими із заходу окремим підрозділом німецької мотопіхоти, командуючий фронтом вирішив перенести штаб зі Львова до відрізаних підрозділів у Перемишлі. Прилетівши літаком до Перемишля, він вирішив пройти маршем вздовж осі Градек Ягеллонський — Львів, через безлісу ділянку дороги Львів-Перемишль. Аби не потрапити під раптовий напад Люфтваффе польські війська йшли нічними маршами через частково заліснені ділянки на північ від дороги. Командування кожної дивізії отримало конкретні завдання: 38-ма піхотна дивізія мала зосереджуватись біля Судової Вишні, 11-та піхотна Карпатська дивізія — біля Мостисьок, а 24-та піхотна дивизія поблизу Тишковичів.
В ході маршу війська 38-ї піхотної дивізії на південний схід від Яворова ув'язались у бій з моторизованим полком СС «Germania». В ході нічного нападу 98-го полку німці перемістились до Судової Вишні .
Війська 24-ї піхотної дивізії відійшли до Пралківців. Постійно відбиваючись від ворога, що переслідував його під Нижанковичами, на світанку дійшли до Тишковичів. 14 вересня, діставшись до центру міста, на польські сили напали війська німецької 2-ї гірсько-піхотної дивізії. Атаки наступаючих тривали цілий день. О 21:00 дивізія припинила бої і за наказом генерала Соснковського вирушила до лісу поблизу Хоросниці .
Війська 11-ї стрілецької дивізії після нічного маршу досягли району на північний схід від Судової Вишні .

## Напрямок до Львова
15 вересня дивізії отримали нові завдання. Відтоді метою польського угрупування став прорив до лісового комплексу янівських лісів, що простягався від західних передмість Івано-Франкового до передмістя Львова через хвилясту область Розточчя.
11-та стрілецька дивізія Карпат наступала по лівому флангу. Полковник Броніслав Пругар-Кетлінг згрупував його у дві колони. У першій розташувався 49-й гуцульський стрілецький полк Хукул та 53-й піхотний стрілецький полк прикордонних військ, об'єднані в бойову групу. Маршрут пролягав через Судову Вишню, Новосілки, Мужиловичі, Молошковичі, пагорб 301 та Двор-Еву. Другою колоною йшов 48-й прикордонний піхотний полк . Він пройшов по осі Рогужно, Дернаки, Терновиця та Шкла .
В результаті нічного нападу планувалось захоплення західного краю Янівських лісів та їх подальше утримування.
На правому фланзі ударної групи 38-ма піхотна дивізія наступала двома напрямками. Північний шлях наступу пролягав через Ляшки, Тучапи, Лісновичі, Добростани та Волю-Добростанську, а південний — Родатичі, Гартфельд, Речичани та Кам'янобрід.
Разом з військовим резервом генерал Соснковський йшов у складі 24-ї піхотної дивізії  . Діставшись до Янівських лісів, він наказав розташувати свою позицію в урочищі Ярина.  .
Перед похідними дивізіями оборону на широкому фронті організували моторизовані підрозділи полку СС «Німеччина» та бойова група «Уц» з 1-ї гірської дивізії . Піхоту підтримували батареї 79-го гірсько-артилерійського полку . Також спостерігалася робота «п'ятої колони», набраної серед українського населення та з числа німецьких колоністів 

## Хід битви
Бій розпочався зустрічними сутичками 49 п.п. у лісі біля колонії Шумлау . Піхота перейшла у рукопашну і використовувала штики. Спочатку польська піхота захопила узлісся, а потім села Шумлау та Віжомля. О 21:00 вони увійшли до Яновських лісів. Також було захоплено Мужиловичі.
Німецькі сили зазнали великих втрат загиблими та пораненими. Було захоплено значну кількість гармат, тракторів та автомобілів. Однак, через брак підготовленого персоналу та водіїв здобич була знищена . SS-Standardte Germania, внаслідок поразки в битві під Яворовом, була розформована і більше не створювалась в структурах Ваффен-СС, на відміну від інших двох моторизованих піхотних полків СС.
Одночасно 48-й піхотний полк польської армії напав і захопив Рогізно . Було захоплено близько десятка полонених, 6 протитанкових гармат, батарея легкої артилерії та вантажівки. Потім полк взяв під контроль Черчик та будинок лісничого на розвилці дороги від Яворова до Судової Вишні та Прилбич .
Військові 38-ї піхотної дивізії не змогли розвинути подібний успіх. Причиною стали сильні бомбардування та відсутність координації командування в тилу 24-ї піхотної дивізії. Рухомий склад останньої не розчистив шляхи, призначені для підрозділів першої лінії протягом зазначеного часу. Лише близько 21:00 2-й батальйон 98-го піхотного полку захопив Чернокунці, а 2-й батальйон 97-го піхотного полку — Родатичі. Німецькі війська чинили сильний опір лише в селі Гартфельд. Тут, на стику підгруп «Циммер» і «Ернст», вони успішно атакували 1-й і 3-й батальйони 97-го піхотного полку. Село було захоплено рано вранці. Полонених ув'язнили, автотранспорт, цистерни та транспортери вилучили. 98-й піхотний полк, атакуючи далі, досяг Добростан.
Поляки досягли вирішальної перемоги в нічній битві на північ. Моторизований полк СС «Німеччина» зазнав значних втрат живої сили та втратив більшу частину важкого озброєння та бойової техніки. Командир німецької 14-ї армії вивів його з фронту. На півдні група «Utz» з німецької 1-ї дивізії, проте, зберегла свої позиції і відбила атаку поляків.
24-та піхотна дивізія, виконуючи роль другого кидка групи, проходила марш цілу ніч і пізно вдень дійшла до лісу на північ від Молошковичів .
16 вересня німці задіяли військовий резерв. Командир 1-ї дивізії сформував нову бойову групу «Пемсель» із завданням перерізати маршрути маршу для польських військ. Група рушила до Добростан — урочища Ярини. На той час Добростани уже захищав III / 98 pp. Батальйон знищив 6 важких гармат і десяток автомобілів . Військові 38-ї піхотної дивізії воювали в той день розпорошено. Командні помилки, відсутність зв'язку та пересічна місцевість спричинили втрату майже всієї артилерії та рухомого складу. З заходу його переслідували підрозділи 179-го німецького піхотного полку 57-ї піхотної дивізії. Лише шість його батальйонів дійшли до Янова .
Генерал Соснковський розмістив свій штаб поблизу Бердихова і наказав військам захищати західний край Янівських лісів.

## Результат
В результаті битви під Яворовом польські війська розвинули успіх, головним чином завдяки чудовому командуванню та професійному вишколу солдатів 11-ї стрілецької дивізії. Генерал Казімеж Соснковський вважав дивізію найкращим тактичним союзом Південного фронту .

## Виноски
1. 1 2 3 4 5 6 7 8 9 10 11 12 13  Komorowski, 2009.
2. ↑  Hartfeld, przys. w. Rzeczyczany) // Słownik geograficzny Królestwa Polskiego. — Warszawa : Druk «Wieku», 1882. — Т. III. — S. 37. (пол.)
3. 1 2 3 4 5  Sosnkowski, 1989.
4. ↑  Szumlau // Słownik geograficzny Królestwa Polskiego. — Warszawa : Druk «Wieku», 1889. — Т. X. — S. 396. (пол.)
5. ↑  Бої під Яворовим у вересні 1939 р. - lvivyes.com.ua (укр.). 14 червня 2022. Процитовано 22 червня 2022.